# Vittoncourt
Vittoncourt é uma comuna francesa na região administrativa de Grande Leste, no departamento de Mosela. Estende-se por uma área de 9,51 km². Em 2010 a comuna tinha 382 habitantes (densidade: 40,2 hab./km²).